# Ітакуакесетуба
23°29′11″ пд. ш. 46°20′55″ зх. д. / 23.48639° пд. ш. 46.34861° зх. д.
Ітакуакесетуба (порт. Itaquaquecetuba) — місто і муніципалітет в бразильському штаті Сан-Паулу. Складова частина міської агломерації Великий Сан-Паулу, однойменного мезорегіону та економіко-статистичного мікрорегіону Можі-дас-Крузіс. Населення становить 352 тис. чоловік станом на 2006 рік. Займає площу 81,7 км², щільність населення — 4313,6/км². Назва міста походить з мови тупі. місто обслуговують поїзди системи CPTM (лінія 12). Місто засноване 8 вересня 1560 року.

## Ресурси Інтернету
- Сайт префектури [Архівовано 31 жовтня 2012 у Wayback Machine.] (порт.)

| Бразилія | Це незавершена стаття з географії Бразилії. Ви можете допомогти проєкту, виправивши або дописавши її. |